# 1926年贝尔福宣言
1926年貝爾福宣言（英語：Balfour Declaration of 1926）是大英帝國領導人於英國首都倫敦召開1926年帝國會議之後所發布的宣言，該宣言接受了第一次世界大戰後大英帝國內各個自治領日益增長的內政和外交的獨立要求，並在《1931年西敏法規》得到落實。

## 概要
從19世紀下半到20世紀初，大英帝國各自治領的民族認同感和自治權要求日益增強。第一次世界大戰等事件突顯了自治領的貢獻和犧牲，強化了他們作為自治實體獲得承認的訴求。在1926年以前的幾次帝國會議上，自治領領導人不斷施壓，要求更明確地定義他們自主的地位和權利。例如加拿大希望擁有自己獨立的外交代表，而不是由英國外交官代表，另外南非則希望對其內部事務擁有更多控制權。在經過多次折衝尊俎後遂有1926年的貝爾福宣言。
1926年貝爾福宣言是以英國樞密院議長之姓名亞瑟·貝爾福而命名之。貝爾福宣言宣布聯合王國和其所屬自治領的關係是：
英國和各自治領彼此之間，地位一律平等，在內政或外交事務的任何方面皆不從屬於另一個政治實體，但透過對王室的共同效忠而結合，並自願作為大英國協的成員國。
1926年11月15日，由亞瑟·貝爾福擔任主席的帝國間關係委員會起草了該宣言之文件，並獲得大英帝國自治領之總理們的批准，該宣言之文件由南非總理巴里·赫爾佐格及加拿大總理威廉·萊昂·麥肯齊·金首先提出。